# Naked Bike

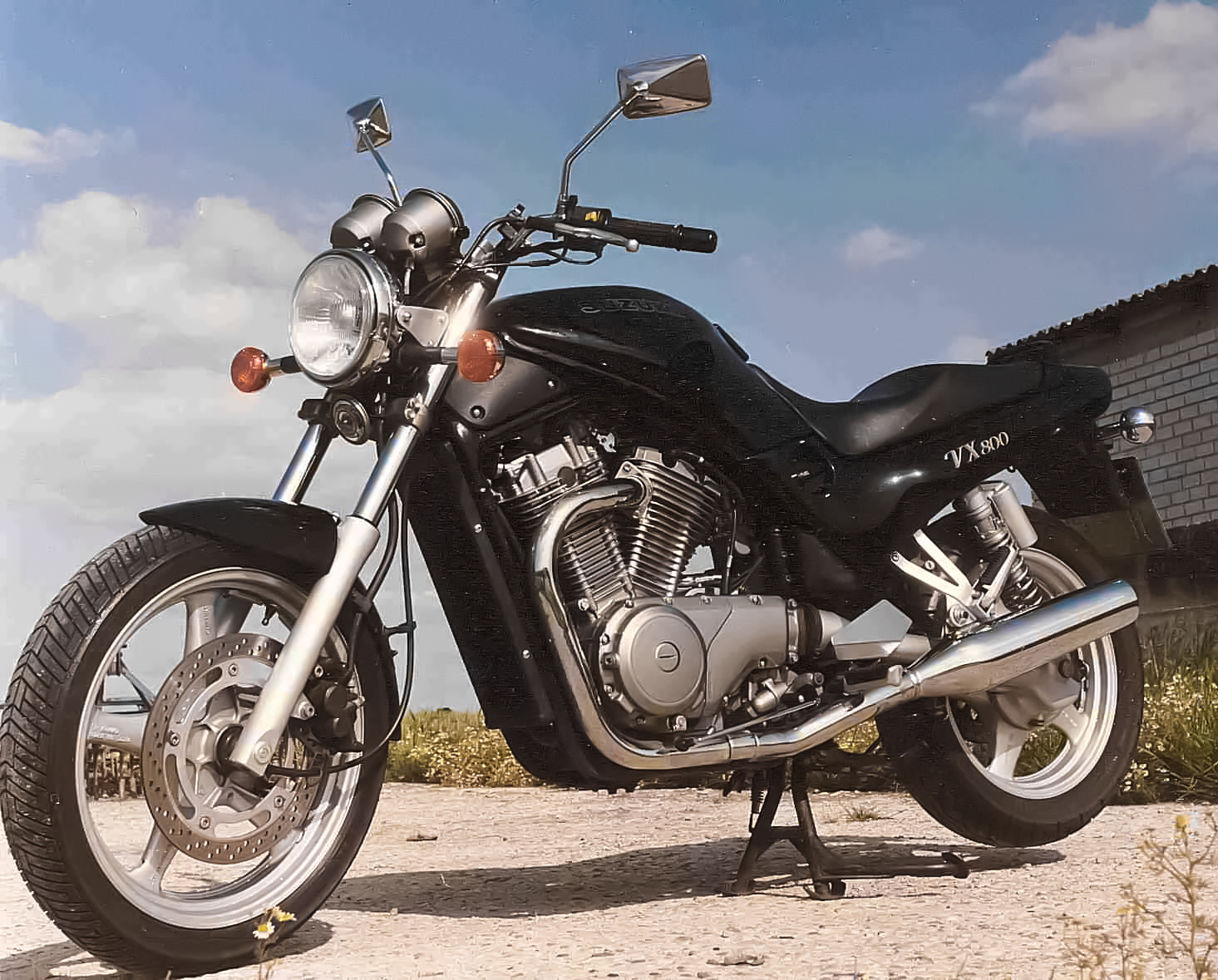
Beispiel eines Naked Bikes: Suzuki VX 800

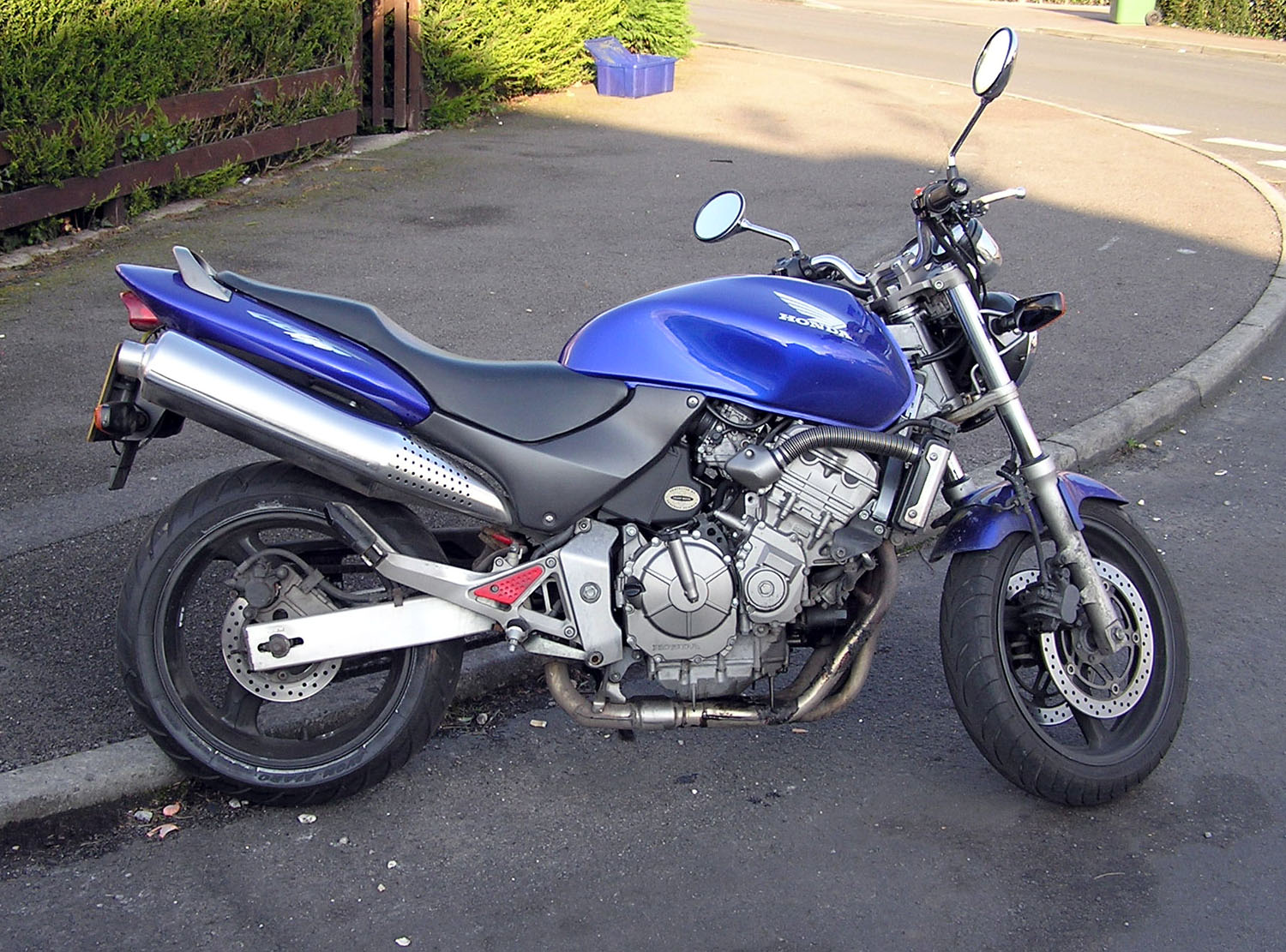
Honda Hornet 600 (Typ PC34)

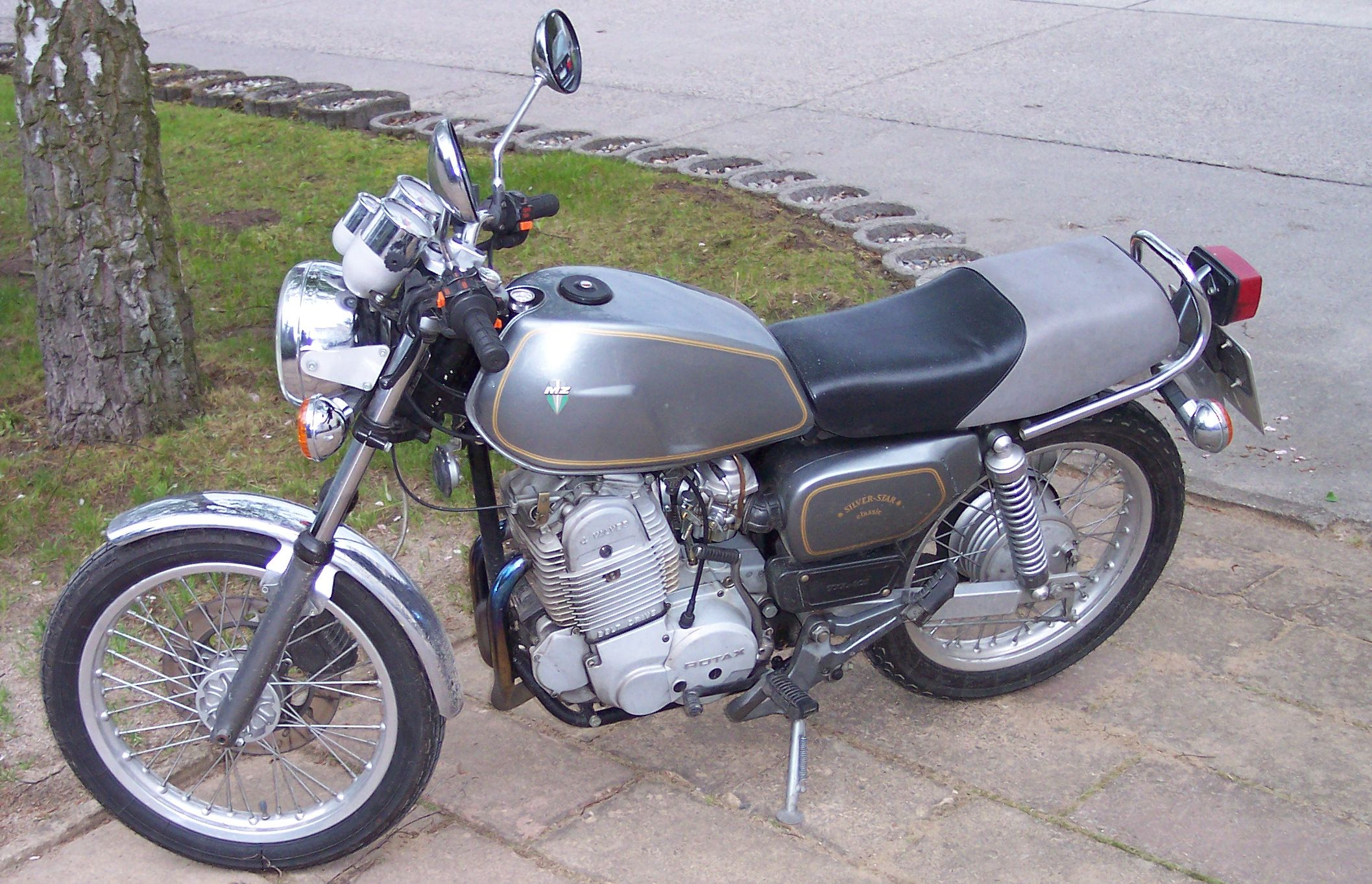
Retro-Naked-Bike MZ Silver Star

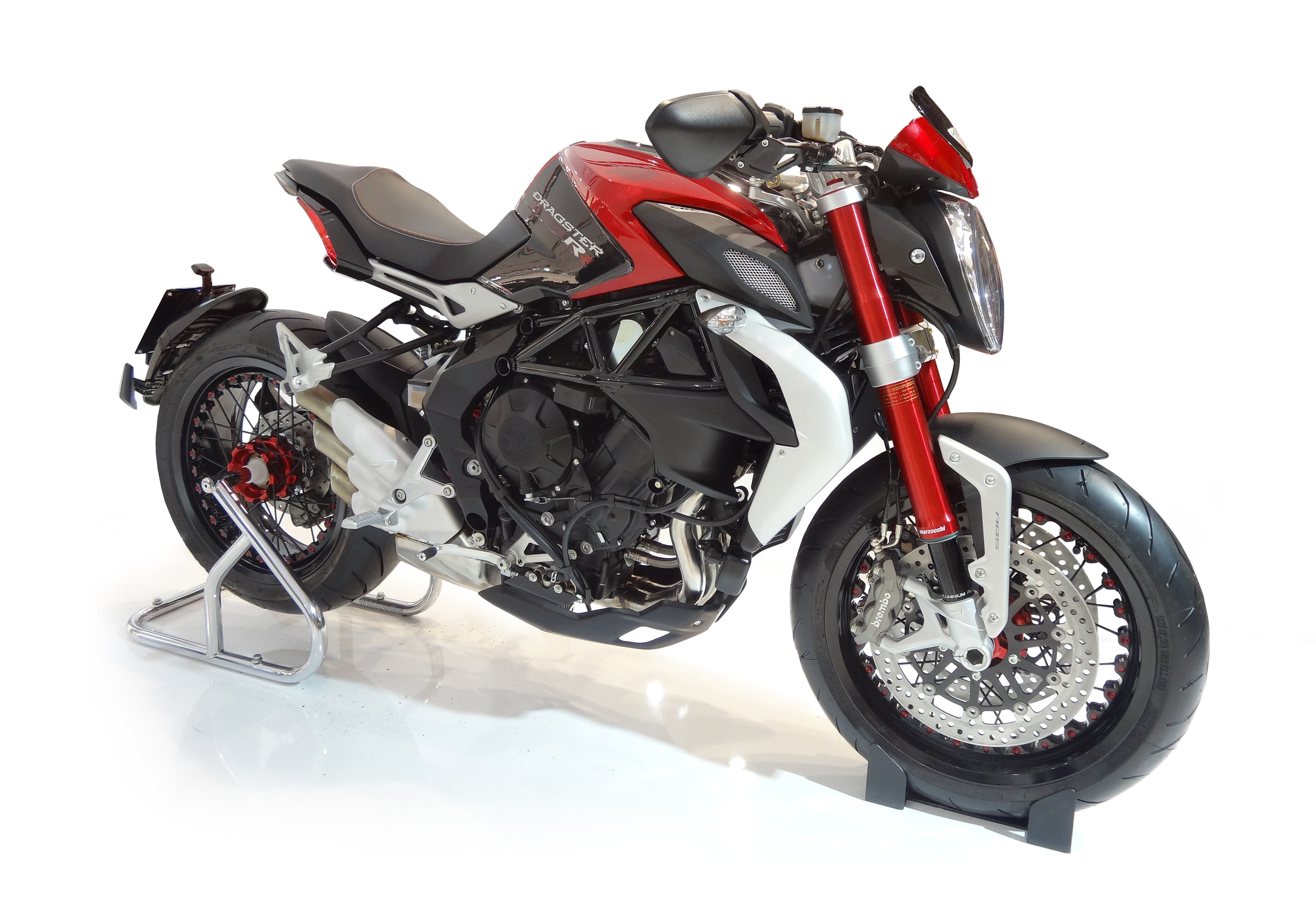
MV Agusta Brutale 800

Naked Bikes [ˈneɪkɪd baɪk] sind „nackte“ Serienstraßenmotorräder, das heißt Motorräder ohne Teil- oder Vollverkleidung. Sie sind für den Einsatz auf der (Land-)Straße konzipiert. Die Fahrzeuggeometrie (Lenkkopfwinkel, Radstand und Gewichtsverteilung) und das Fahrwerk sind in der Regel auf Handlichkeit ausgelegt.

## Geschichte
Der Ausdruck Naked Bike hat sich Mitte der 1990er Jahre in Europa eingebürgert. Fast jedes Motorrad bis weit in die 1980er war unverkleidet. Voll- oder Teilverkleidungen waren bis dahin nur im Rennsport üblich. Letztlich ist Naked Bike kaum mehr als der Werbebegriff für ein Serienmotorrad ohne Vollverkleidung in einer Klasse, in der eine Zeit lang fast alle Motorräder eine Verkleidung hatten. Der Begriff wurde zunehmend von den Herstellern propagiert.

## Typische „Naked Bikes“
| Hersteller      | Beispiele |
| --------------- | --- |
| Aprilia         | Tuono 1000 R, Shiver 750 |
| Benelli         | Benelli TNT |
| Cagiva          | Raptor 650 / 1000 |
| BMW             | G 310 R, F 800 R, S 1000 R, R 1150 R / Rockster, R 1200 R, K 1200 R, K 1300 R, R nineT                                                                       |
| Buell           | Lightning XB12S |
| Ducati          | Monster-Modellreihe, Streetfighter 848 |
| Harley-Davidson | XR 1200 / XG (Street) Serie |
| Honda           | CB 1300, CB 1100, X 11, CB 1000 R, Hornet 900, CB Sevenfifty, NT 650 Hawk, NTV 650 Revere, Hornet 600, CBF 600 N, CBF 500, CB 500                            |
| Kawasaki        | ZRX 1100/1200, Z 1000, Z 900 Z1, Z 800, Z 750, ZR-7, ER-6 n, ER-5, Zephyr, 650 W1/W2/W3, W 650, W 800, Z 400                                                 |
| KTM             | 125 Duke, 200 Duke, 390 Duke, 690 Duke, 990 SuperDuke, 1290 Super Duke R                                                                                     |
| Moto Guzzi      | 1000 Strada, 750 Strada, V10 Centauro, Breva 750, Breva, Griso                                                                                               |
| MZ              | RT 125, Skorpion |
| MV Agusta       | Brutale 800 |
| Sachs           | Roadster 800, Roadster 650 |
| Suzuki          | B-King, GSX 1400, GSF 1250 Bandit, GSF 1200 Bandit, GSX 1100 G, GSX 750, GSX 1200, GSR 750, GSF 650 Bandit, Gladius, SV 650, GSF 600 Bandit, GSR 600, GS 500 |
| Triumph         | Speed Triple, Street Triple, Trident 660 |
| Yamaha          | Vmax, XJR, BT 1100 Bulldog, FZ1-N, FZ8, FZ6-N, XJ 6, XJ 600 Diversion, MT-01, MT-03, MT-07, MT-09, MT-10, MT-125, XSR 700/900                                |

(unvollständige Auswahl)

## Vor- und Nachteile
Unverkleidete Motorräder werden wegen ihres als „klassisch“ empfundenen Aussehens geschätzt. Ein weiterer Vorteil besteht darin, dass bei einem leichten Sturz nicht die – häufig teure – Verkleidung beschädigt werden kann. Auch sind der Motor und das Fahrwerk bei einem unverkleideten Motorrad besser sichtbar als bei einer verkleideten Maschine.
Durch den Verzicht auf eine Verkleidung wird der Winddruck auf den Kopf und Oberkörper des Fahrers deutlich erhöht. Der im Vergleich zum verkleideten Motorrad höhere Luftwiderstand erfordert mehr Motorleistung für die gleiche Geschwindigkeit; was bei einer Cafe-Racer-Bauweise durch die niedrigere Lenkerposition aber auch ohne Verkleidung wieder kompensiert werden kann.

## Andere Motorräder ohne Verkleidung
Honda CB 1300, Yamaha XJR, Suzuki GSX 1400 und andere stehen auch für den Retro-Trend mit der Optik der Superbikes der 1980er Jahre, der damaligen Klasse der Big Bikes.
Weitere Bauarten sind:
- Cafe Racer
- Chopper
- Cruiser
- Enduros
- Roadster
- Crosser
- Streetfighter

## Motorräder mit Cockpitkanzel

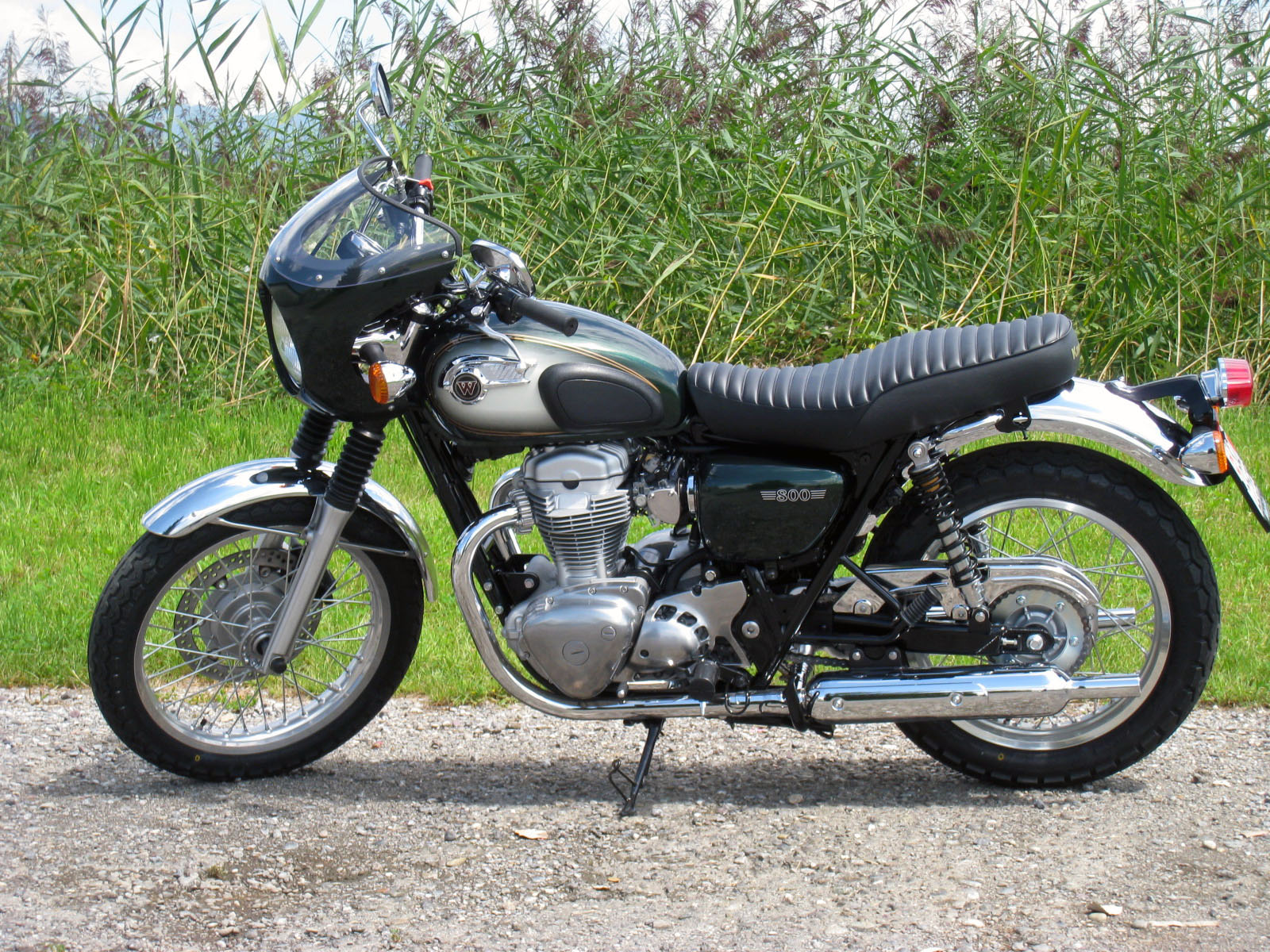
Naked Bike mit nachgerüsteter Lampenverkleidung: Kawasaki W 800

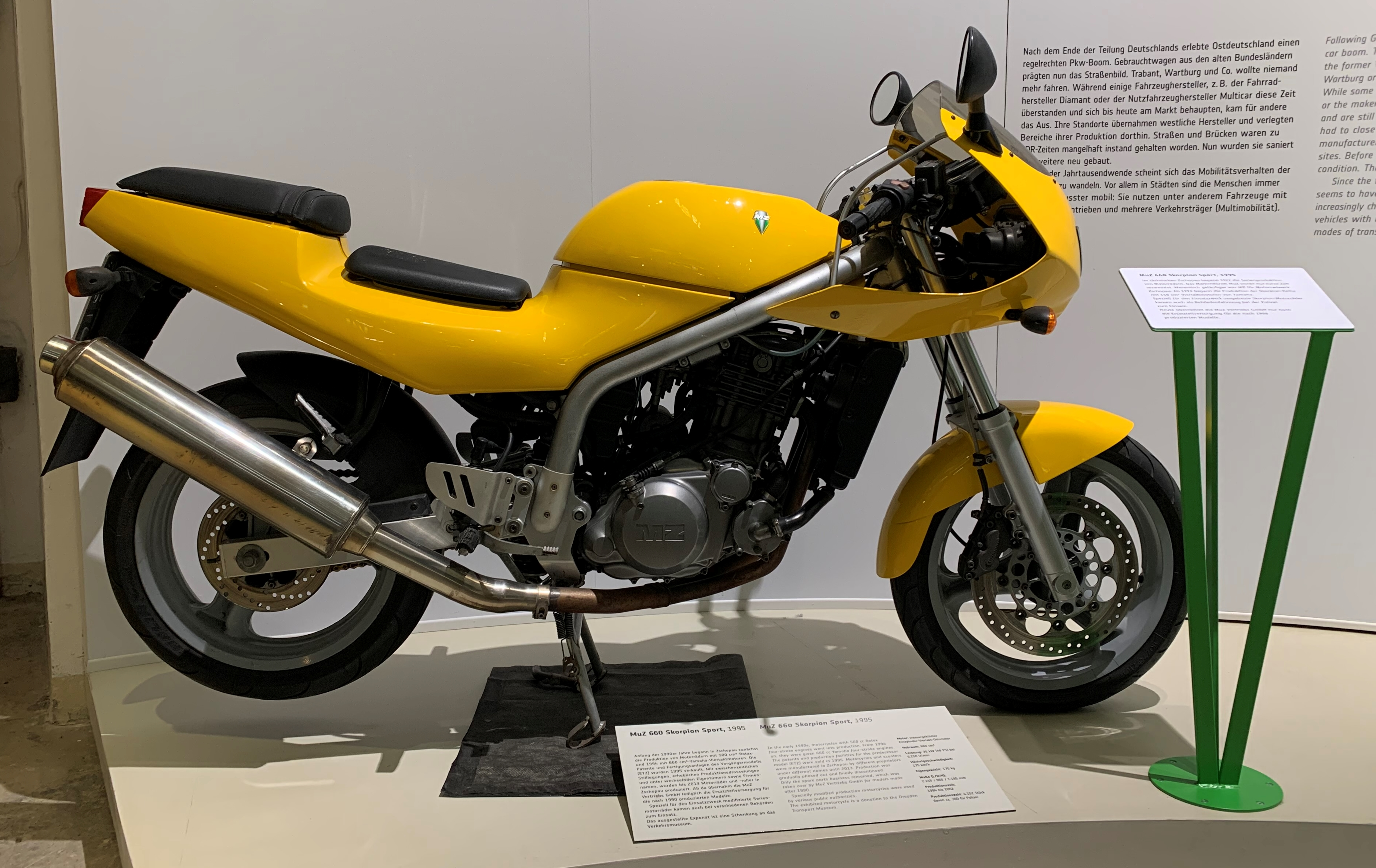
MZ Skorpion Sport mit serienmäßig rahmenfester Cockpitverkleidung

Obwohl sie keine Naked Bikes im Wortsinne bilden, werden Motorräder mit serienmäßiger oder nachgerüsteter kleiner mitlenkender Scheinwerferverkleidung oder rahmenfester Cockpitverkleidung, wie zum Beispiel Suzuki Bandit (z. B. Bandit 1200 S, Bandit 650 S), Suzuki SV (SV 650 S, SV 1000 S), Kawasaki (z. B. Z 750, Z 1000, ZRX 1200 R) oder Yamaha Fazer (z. B. FZS 1000, FZ 6 Fazer), ebenfalls als Naked Bikes bezeichnet.
Die Cockpitverkleidungen bieten zwar keinen umfassenden Wetterschutz, senken aber den Winddruck auf den Oberkörper bei hohen Geschwindigkeiten signifikant.